# David M. Potter
David Morris Potter (Augusta, Georgia; 6 de diciembre de 1910-18 de febrero de 1971) fue un historiador estadounidense especializado en el estudio del estallido de la Guerra de Secesión, especialmente sus factores políticos. Su libro más conocido es «La Crisis Inminente, 1848-1861», editado por Don E. Fehrenbacher y publicado póstumamente en 1976.

## Vida y carrera
Potter nació en Augusta. Se graduó de la Academia del Condado de Richmond y luego de la Universidad Emory en 1932. Ese mismo año, Potter ingresó a la escuela de posgrado en la Universidad de Yale para cursar estudios de posgrado, donde colaboró con Ulrich Bonnell Phillips. Impartió clases en la Universidad de Misisipi entre 1936 y 1938, y posteriormente en el Instituto Rice (actual Universidad Rice) durante otros dos años. Completó su tesis en 1940 en Yale.
En 1942, Yale publicó su tesis revisada titulada Lincoln y su partido en la crisis de la secesión y lo contrató como profesor adjunto. En Yale, de 1942 a 1961, y en la Universidad Stanford como profesor asociado de Historia de Estados Unidos, de 1961 a 1971, dirigió numerosas disertaciones y formó parte de diversos consejos editoriales y profesionales. Editó la Yale Review de 1949 a 1951. Como profesor visitante, ocupó la Cátedra Walgreen en la Universidad de Chicago y la Cátedra del Fondo Commonwealth en la Universidad de Londres. Potter fue profesor Harold Vyvyan Harmsworth de Historia estadounidense en la Universidad de Oxford en 1947. Fue un pionero en patrocinar el estudio de la historia de la mujer.
Potter fue miembro electo de la «Sociedad Filosófica Estadounidense» y de la «Academia Estadounidense de las Artes y las Ciencias». Ganó póstumamente el Premio Pulitzer de Historia en 1977 por The Impending Crisis, 1848-1861 (1976), una narrativa y análisis exhaustivo de las causas de la Guerra de Secesión estadounidense. Su principal logro fue poner la historia del Sur en una perspectiva nacional. Rechazó el modelo de conflicto de Charles A. Beard y enfatizó la profundidad del consenso sobre los valores estadounidenses. Se consideraba conservador y fue un destacado exponente de la historia del consenso. Obtuvo títulos honorarios de Oxford y la Universidad de Wyoming.
Potter murió de cáncer a los 60 años. Era presidente de la «Asociación Histórica Estadounidense» en el momento de su muerte, así como presidente de la «Organización de Historiadores Estadounidenses».

## Publicaciones
- Lincoln and His Party in the Secession Crisis, nueva introducción de Daniel W. Crofts, Louisiana State University Press, 1995.
- "American Women and the American Character" en Carácter y cultura estadounidenses en un mundo cambiante: algunas perspectivas del siglo XX (Greenwood Press, 1979): 209-225.
- Freedom and Its Limitations in American Life, editado por Fehrenbacher, compilado por George Harmon Knoles, Stanford University Press, 1976.
- The Impending Crisis, 1848-1861, editado y completado por Fehrenbacher, Harper, 1976.
- History and American Society: Essays of David M. Potter. ed. por Don E. Fehrenbacher, Oxford University Press, 1973.
- Division and the Stresses of Reunion, 1845-1876, Scott, Foresman, 1973.
- The South and the Concurrent Majority, editado por Don F. Fehrenbacher y Carl N. Degler, Louisiana State University Press, 1972.
- The South and the Sectional Conflict, Louisiana State University Press, 1968.
- (Con Curtis R. Grant) Eight Issues in American History: Views and Counterviews, Scott, Foresman, 1966.
- "The Historian's Use of Nationalism and Vice Versa" en American Historical Review , vol. 67, núm. 4 (julio de 1962)
- The Background of the Civil War, Consejo Nacional de Estudios Sociales, 1961.
- (Con Manning) Nationalism and Sectionalism in America, 1775-1877, Holt, 1961.
- (Editor, con William Goetzmann) The New Deal and Employment, Holt, 1960.
- (Editor) E. David Cronon y Howard R. Lamar, The Railroads, Holt, 1960.
- (Editor) Party Politics and Public Action, 1877-1917, Holt, 1960.
- The American Round Table Discussions on People's Capitalism, [Nueva York], 1957.
- People of Plenty: Economic Abundance and the American Character (1954)
- (Con Thomas G. Manning) Select Problems in Historical Interpretation, Holt, Volumen I, 1949, Volumen II, 1950.
- "An Appraisal of Fifteen Years of the Journal of Southern History, 1935–1949" en Revista de Historia del Sur , vol. 16, núm. 1 (febrero de 1950)
- Editor de Yale Review, 1949-51.
- "The Historical Development of Eastern-Southern Freight Rate Relationships" en Law and Contemporary Problems , vol. 12, núm. 3, (verano de 1947)
- "Horace Greeley and Peaceable Secession" en Journal of Southern History, vol. 7, núm. 2 (mayo de 1941)